# 港口城市大学联盟
港口城市大学联盟(英語：Port-City University League)是一个全球性的学校联盟，主要由位于港口城市的大学组成。

## 历史
2006年宣布成立，同年第一届年会在日本横浜市举行。

## 成员
截至2018年12月，共有来自12个国家的17所大学入会。
- 亚历山大大学
- 大连理工大学
- 胡志明市理工大学
- 印度理工学院
- 仁川大学
- 伊斯坦布尔理工大学
- 釜庆大学
- 上海交通大学
- 不列颠哥伦比亚大学
- 里斯本大学
- 圣保罗大学
- 南安普顿大学
- 横滨市立大学
- 横滨国立大学
- 阿卜杜勒阿齐兹国王大学
- 蘇門答臘理工學院
- 山東大學